# Antologia polskiego reportażu XX wieku
Antologia polskiego reportażu XX wieku – trzytomowa antologia pod redakcją Mariusza Szczygła, wydana w latach 2014–2015 przez Wydawnictwo Czarne i złożona ze 150 tekstów (reportaży prasowych lub fragmentów książek), napisanych przez ponad 150 różnych autorów i uznanych za szczególnie ważne lub reprezentatywne dla polskiego reportażu z całego XX wieku. Pierwotnie antologia miała liczyć 100 tekstów w dwóch tomach, stąd tytuł 100/XX. Sukces pierwszych dwóch woluminów sprawił jednak, iż ukazał się tom III, z dodatkowymi pięćdziesięcioma tekstami, w którym tytuł zmieniono na 100/XX+50.
Oprócz Szczygła nad wyborem tekstów pracowała Rada Programowa antologii, w skład której weszli Hanna Krall, Elżbieta Sawicka, Małgorzata Szejnert i Kazimierz Wolny-Zmorzyński.

## Zawartość

### Tom I
| rok        | autor                                           | tytuł zamieszczonego tekstu                                       |
| ---------- | ----------------------------------------------- | ----------------------------------------------------------------- |
| 1901       | Janusz Korczak                                  | Nędza Warszawy                                                    |
| 1902       | Teodor Tomasz Jeż                               | Opowiadanie z wędrówki po koloniach polskich w Ameryce Północnej  |
| 1903       | Wacław Sieroszewski                             | Przez Syberię i Mandżurię do Japonii. Karta z podróży             |
| 1903       | Kazimierz Laskowski                             | Dolinami łez                                                      |
| 1904       | Maria Konopnicka                                | Na normandzkim brzegu                                             |
| 1906       | I. (anonimowy reporter Tygodnika Ilustrowanego) | Szkoła dla służących imienia Świętej Kingi (dawniej Świętej Zyty) |
| 1910       | Władysław Reymont                               | Z ziemi chełmskiej. Wrażenia i notatki                            |
| 1915       | Maria Rodziewiczówna                            | Wrażenia i przeżycia. Lato 1915                                   |
| 1915       | Juliusz Kaden-Bandrowski                        | Ordynans                                                          |
| 1920       | Stefan Żeromski                                 | Iława-Kwidzyn-Malbork                                             |
| 1921       | Stefan Bryła                                    | Ameryka                                                           |
| 1923       | Tadeusz Staniewski                              | Dni strajku szkolnego we Wrześni                                  |
| 1926       | Józef Moszyński                                 | Hallo, hallo... fala 480 mtr...                                   |
| 1926       | Stanisław Strumph-Wojtkiewicz                   | Warszawa w ogniu                                                  |
| 1927       | Jan Parandowski                                 | Dwie wiosny                                                       |
| 1928       | Tadeusz Dębicki                                 | Moienzi Nzadi, u wrót Konga                                       |
| 1931       | Zofia Nałkowska                                 | Krzyk niesłyszany                                                 |
| 1932       | Kazimiera Iłakowiczówna                         | Wspomnienie o Prezydencie Narutowiczu                             |
| 1932       | Irena Krzywicka                                 | Proces o zabójstwo tancerki                                       |
| 1933       | Ewa Szelburg-Zarembina                          | „Myjcie owoce!”                                                   |
| 1933       | Wanda Wasilewska                                | Jeden dzień w poradni                                             |
| 1934       | Zbigniew Uniłowski                              | Dzień rekruta                                                     |
| 1933       | Konrad Wrzos                                    | Miasto bezrobotnych                                               |
| 1938       | Melchior Wańkowicz                              | Na co koza rogi ma                                                |
| 1932       | Antoni Słonimski                                | Moja podróż do Rosji                                              |
| 1931       | Stanisław Cat-Mackiewicz                        | Myśl w obcęgach. Studia nad psychologią społeczeństwa Sowietów    |
| 1933       | Antoni Sobański                                 | Cywile, Reichstag i książki                                       |
| 1933       | Ferdynand Goetel                                | Podróż do Indii                                                   |
| 1936       | Ksawery Pruszyński                              | Bombardowanie Madrytu                                             |
| 1938       | Zbigniew Mitzner                                | Inferno w Zbąszyniu                                               |
| 1939       | Franciszek Gil                                  | Świadectwo dojrzałości i karta na broń                            |
| 1941       | Perec Opoczyński                                | Reportaże z warszawskiego getta                                   |
| 1942       | Władysław Leny-Kisielewski                      | Historia jednego lotu                                             |
| 1944       | Kazimierz Wierzyński                            | Garść wody. Według opowiadania komandora Ł.                       |
| 1945       | Józef Mackiewicz                                | Ponary – „Baza”                                                   |
| 1945       | Lech Pietrzak                                   | Naprzód! Na zachód!                                               |
| 1945       | Edmund Osmańczyk                                | Na pobojowisku                                                    |
| 1945       | Wanda Melcer                                    | Wyprawa na odzyskane ziemie                                       |
| 1948       | Aleksander Janta-Połczyński                     | Wracam z Polski 1948                                              |
| 1950       | Michał Krajewski, Bogdan Ostromęcki             | Ludzie rusztowań                                                  |
| 1950       | Maria Dąbrowska                                 | W „Parowozie”                                                     |
| 1951       | Jerzy Ros                                       | Stalowe źródła siły                                               |
| 1955       | Ryszard Kapuściński                             | To też jest prawda o Nowej Hucie                                  |
| 1955       | Włodzimierz Godek                               | Sądecki tor przeszkód                                             |
| 1957       | Jerzy Urban                                     | Pamiętnik swata                                                   |
| 1957       | Marian Brandys                                  | Ostatnia bitwa                                                    |
| 1959       | Zbigniew Kwiatkowski                            | Miasto, które mijamy                                              |
| 1960       | Janusz Rolicki                                  | Janek, podaj wapno                                                |
| 1961       | Stefan Kozicki                                  | Panna Lili poszukuje posady                                       |
| 1962/ 1972 | Anna Strońska                                   | Pożegnanie z Kawińską                                             |
| 1962       | Aleksander Rowiński                             | Sądny dzień                                                       |
| 1964       | Edward Hołda                                    | Luminescencja                                                     |
| 1965       | Wiesław Górnicki                                | Zaćmienie                                                         |

źródło:

### Tom II
| rok        | autor                                  | tytuł zamieszczonego tekstu                            |
| ---------- | -------------------------------------- | ------------------------------------------------------ |
| 1966       | Andrzej Krzysztof Wróblewski           | Kolos z tektury                                        |
| 1966       | Janusz Roszko                          | Nikifor maluje dom                                     |
| 1967       | Jan Bijak                              | Byle zgrabna i pracowita                               |
| 1969       | Jan Józef Szczepański                  | Rewolucja dzieciaków                                   |
| 1970       | Lucjan Wolanowski                      | Boli, więc jesteś zdrowa...                            |
| 1971       | Edward Redliński                       | Sąd nieprzysięgłych                                    |
| 1972       | Jerzy Lovell                           | Człowiek płonie (reportaż z wariacjami)                |
| 1973       | Małgorzata Szejnert                    | Mitra pod kapeluszem. Życie książąt oraz hrabiów w PRL |
| 1976       | Ewa Szymańska                          | Junior                                                 |
| 1976       | Krzysztof Kąkolewski                   | Baśnie udokumentowane                                  |
| 1976       | Krystyna Jagiełło                      | Dziwny profesor                                        |
| 1977       | Barbara N. Łopieńska                   | Syn                                                    |
| 1977       | Konrad Turowski                        | Śmiać się nie ma z czego                               |
| 1979       | Wiesław Łuka                           | Nie oświadczam się                                     |
| 1979       | Grzegorz Nawrocki                      | Szpan                                                  |
| 1980       | Hanna Krall                            | Ludzie może i nie są źli...                            |
| 1980       | Marek Miller z zespołem                | Kto tu wpuścił dziennikarzy                            |
| 1980       | Michał Ogórek                          | Sceny pomnikowe                                        |
| 1981       | Andrzej Mularczyk                      | Depozyt                                                |
| 1981       | Barbara Pietkiewicz                    | Gorzki fiolet                                          |
| 1981       | Józef Kuśmierek                        | O czym wiedziałem                                      |
| 1982       | „Karta”                                | W stanie                                               |
| 1982       | Ewa Berberyusz                         | Powrót taty                                            |
| 1983       | Zbigniew Święch                        | Cień klątw nad wawelskim wzgórzem                      |
| 1982       | Ewa Owsiany                            | Dziesięć procent śmierci                               |
| 1983       | Ryszard Wójcik                         | Zatrzymane w kadrze. Notatki ze Studia 2.              |
| 1984       | Wojciech Pielecki                      | Na próbę                                               |
| 1984       | Piotr Gabryel                          | Zamawiam taczkę dla obywatela M.                       |
| 1989       | Anna Ostrzycka, Marek Rymuszko         | Nieuchwytna siła                                       |
| 1989       | Wojciech Giełżyński                    | Mord na placu Tiananmen                                |
| 1990       | Andrzej Bartosz                        | Król graniasty                                         |
| 1991       | Barbara Seidler                        | Kto kazał strzelać. Grudzień'70                        |
| 1991/ 1992 | Agnieszka Ostrowska-Metelska           | Pokuta po polsku                                       |
| 1991       | Witold Pasek                           | Przestrzeń życia (Aleksander Paszyński)                |
| 1992       | Jerzy Morawski                         | Ślad kuli                                              |
| 1992       | Barbara Stanisławczyk, Dariusz Wilczak | Pajęczyna                                              |
| 1994       | Paweł Smoleński                        | Lekcja wyniesiona z teczek                             |
| 1993       | Beata Pawlak                           | Umieralnia życia                                       |
| 1995       | Jacek Hugo-Bader                       | Cały dom bym wziął                                     |
| 1996       | Lidia Ostałowska                       | Bezprizorni                                            |
| 1997       | Irena Morawska                         | Jak Emilię z Kalabrii od złej pani wykradłam           |
| 1998       | Michał Matys                           | Król powietrza                                         |
| 1998       | Wojciech Tochman                       | Czekam pod adresem: Berlin                             |
| 1999       | Włodzimierz Nowak                      | Adam z Ewką żyli w raju                                |
| 1999       | Piotr Lipiński                         | Mięso, a środku rzeźnik                                |
| 1999       | Agnieszka Wróblewska                   | Żerania pożycie z Koreą                                |
| 2000       | Wojciech Jagielski                     | Wieże z kamienia                                       |

źródło:

### Tom III
| rok  | autor                                         | tytuł zamieszczonego tekstu                                           |
| ---- | --------------------------------------------- | --------------------------------------------------------------------- |
| 1910 | Bolesław Prus                                 | Notatki wołyńskie                                                     |
| 1919 | Edward Słoński                                | Polska wojna (Z wycieczki na front)                                   |
| 1922 | Maria Helena Szpyrkówna                       | Gwiazdy i dolary                                                      |
| 1923 | Antoni Ferdynand Ossendowski                  | Przez kraj ludzi, zwierząt i bogów (konno przez Azję Centralną)       |
| 1926 | Wanda Mazanowska                              | Geneza symbolu i przewiezienie zwłok Nieznanego Żołnierza             |
| 1928 | Zdzisław Kleszczyński                         | Benzynowa eskapada. Autem dookoła Polski.                             |
| 1932 | O.P. – Anonimowy reporter „Tajnego Detektywa” | Hipokryci                                                             |
| 1932 | Helena Boguszewska                            | Świat po niewidomemu                                                  |
| 1934 | Stefania Zahorska                             | Jadę tramwajem w Moskwie                                              |
| 1934 | Bernard Singer                                | Wrażenia i wieści z Birobidżanu                                       |
| 1935 | Arkady Fiedler                                | Ryby śpiewają w Ukajali                                               |
| 1936 | Jerzy Rogowicz                                | W obozie koncentracyjnym                                              |
| 1937 | Józef Kisielewski                             | Ziemia gromadzi prochy                                                |
| 1937 | Roman Fajans                                  | Hiszpania 1936. Z wrażeń korespondenta wojennego                      |
| 1939 | Stanisław Nogaj                               | Za kratami i drutami Trzeciej Rzeszy. Reportaże                       |
| 1939 | Jan Dąbrowski                                 | Słońce świeci                                                         |
| 1946 | Zofia Petersowa                               | Wrzesień Warszawy 1939. Reportaż                                      |
| 1946 | Jerzy Pytlakowski                             | Powstanie mokotowskie. Reportaż                                       |
| 1947 | Rachela Auerbach                              | Treblinka. Reportaż                                                   |
| 1950 | Kazimierz Koźniewski                          | Extry i primy: bitwa o jakość w przemyśle bawełnianym                 |
| 1957 | Kazimierz Dziewanowski                        | Nasz strach powszedni                                                 |
| 1959 | Lesław Gnot                                   | Pokaz mody                                                            |
| 1962 | Klemens Krzyżagórski                          | Książę zdradzonego kraju                                              |
| 1965 | Jerzy Ambroziewicz                            | Zaraza                                                                |
| 1965 | Olgierd Budrewicz                             | Równoleżnik zero                                                      |
| 1966 | Monika Warneńska                              | Piszę do Ciebie, mój Tato                                             |
| 1967 | Andrzej Brycht                                | Raport z Monachium                                                    |
| 1969 | Maria Osiadacz                                | „Komandosi”                                                           |
| 1969 | Bogdan Szczygieł                              | Maska z niama-niama                                                   |
| 1973 | Wiesława Grochola                             | Co jest w człowieku, czyli o tych, co więcej czują i bardziej cierpią |
| 1973 | Helena Kowalik                                | Zejście                                                               |
| 1974 | Ewa Szumańska                                 | Inny rytm                                                             |
| 1974 | Wiktor Osiatyński                             | Filipińska baśń                                                       |
| 1976 | Jakub Kopeć                                   | Historia detektywna                                                   |
| 1976 | Wojciech Adamiecki                            | Jaskinia Zimna: wielki poker                                          |
| 1977 | Romuald Karaś                                 | Nazywam się Pekosiński                                                |
| 1977 | Joanna Siedlecka                              | Szpitalni                                                             |
| 1978 | Jacek Snopkiewicz                             | Dzień poborcy                                                         |
| 1980 | Teresa Torańska                               | Reportaż spod lady                                                    |
| 1984 | Stanisław Stanuch                             | Reportaż z beczki prochu                                              |
| 1987 | Jerzy Szperkowicz                             | Kurier z Poczdamu                                                     |
| 1990 | Radosław Sikorski                             | Śmierć w Koszk-e Serwan                                               |
| 1991 | Piotr Pytlakowski                             | Republika MSW                                                         |
| 1994 | Wojciech Górecki                              | Scheibler wrócił do Łodzi                                             |
| 1996 | Olga Stanisławska                             | Pejzaż z wyschniętą studnią                                           |
| 1997 | Magdalena Grochowska                          | Sprzeczne z piątym przykazaniem                                       |
| 1998 | Elżbieta Kotarska                             | Proces czternastu                                                     |
| 1998 | Włodzimierz Kalicki                           | W drodze, na dnie, do piachu                                          |
| 1999 | Cezary Łazarewicz                             | Złotówka                                                              |
| 2000 | Katarzyna Surmiak-Domańska                    | Mistrz krawiecki żywa torpeda                                         |

źródło: